# Mikhail Rytov
Mikhail Aleksandrovich Rytov (tiếng Nga: Михаил Александрович Рытов; sinh ngày 4 tháng 10 năm 1984) là một cầu thủ bóng đá người Nga. Anh thi đấu cho FC Murom.